# Gollhofen
Gollhofen – miejscowość i gmina w Niemczech, w kraju związkowym Bawaria, w rejencji Środkowa Frankonia, w regionie Westmittelfranken, w powiecie Neustadt an der Aisch-Bad Windsheim, wchodzi w skład wspólnoty administracyjnej Uffenheim. Leży około 30 km na zachód od Neustadt an der Aisch, nad rzeką Gollach, przy autostradzie A7, drodze B13 i linii kolejowej Monachium – Würzburg – Frankfurt nad Menem/Hanower.
Gmina została mistrzem Niemiec za lata 2006/2007 w ogólnokrajowym konkursie wykorzystywania energii słonecznej.

## Dzielnice
W skład gminy wchodzą następujące dzielnice: 
- Gollhofen
- Gollachostheim